# Romano Groenewoud
Romano Groenewoud (Brielle, 11 maart 1991) is een Nederlands internetondernemer en blogger. Sinds 2011 is hij actief als zoekmachinemarketing-consultant onder de alias "SEO geek".

## Opleiding
Na het gymnasium aan het Maerlant College te Brielle, studeerde Groenewoud International Business Administration aan de Rotterdam School of Management (2010-2014).

## Ondernemer
In oktober 2011 startte Groenewoud SEOgeek, een bedrijf dat zich bezig houdt met SEO consultancy bij hoofdzakelijk zzp'ers en midden- en kleinbedrijf. 

## Locatie onafhankelijk ondernemen
Groenewoud heeft met name enige bekendheid verworven bij zzp'ers en midden- en kleinbedrijf, niet zozeer vanwege de ondernemingen die hij runde of zoekmachinemarketing maar primair vanwege het locatie-onafhankelijk uitvoeren van deze werkzaamheden. Groenewoud doet dit sinds 2013. Een doorgeschoten vorm van het nieuwe werken werd dit bestempeld in een interview met Groenewoud door het ondernemersmagazine De Zaak. Groenewoud heeft herhaaldelijk aangegeven tijdens interviews dat voor zijn klanten het geen probleem is dat hij ver weg zou verblijven in exotische oorden ten tijde van de uitvoering van de werkzaamheden.

## Blogger
Groenewoud is zoekmachinemarketing-verslaggever bij nieuwswebsites in de online marketing sector waaronder Emerce, Marketingfacts en Frankwatching waarbij hij startende en ervaren ondernemers informeert omtrent ontwikkelingen binnen het vakgebied zoekmachinemarketing. Voor Frankwatching schreef hij ook een aantal artikelen over het bestaan van digitale nomaden. 
Groenewoud was de eerste Nederlandse zoekmachinemarketing-verslaggever die melding maakte van de op kunstmatige intelligentie gebaseerde Google algoritme update RankBrain. Dit betekende zijn doorbraak bij toonaangevende online marketing publicaties zoals Frankwatching, Emerce en later ook Marketingfacts. Inmiddels kennen Groenewouds artikelen op Emerce tezamen meer dan een half miljoen pageviews, en meer dan 100.000 bezichtigingen op Frankwatching.

## Trivia
Groenewoud is liefhebber van het medium podcast en deelt geregeld adviezen in podcast-uitzendingen vanuit het buitenland, over zowel locatie-onafhankelijk ondernemen als zoekmachinemarketing.